# Forcado
Os forcados são grupos amadores de vários homens que numa corrida de touros pegam o touro. Para executar uma pega, entram na arena oito homens: o primeiro é o forcado da cara; os outros sete ajudam-no a imobilizar o touro, havendo um (o rabejador) que segura no rabo do touro, para provocar o seu desequilíbrio e evitar que ele invista sobre os outros forcados quando estes o largarem.

## A Origem dos Forcados

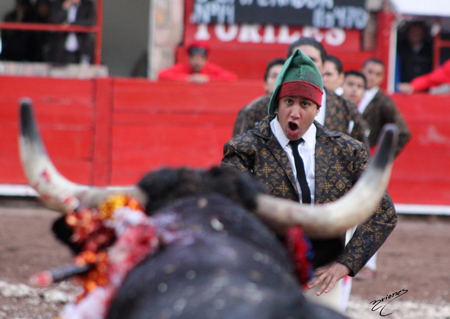
Forcados de Mazatlán realizando uma pega na plaza de toros de Zacatecas.

Em 1836, no reinado de D. Maria II, foi decretada a proibição da morte dos toiros na arena e para remate da lide dos cavaleiros, passou-se a pegar o toiro.
Foi assim que no século XIX teve formalmente origem a existência dos forcados como conhecemos nos dias de hoje.
Descendem directamente dos antigos Monteiros da Choca, grupo de moços que, com os seus bastões terminando em forquilha ou forcados, defendiam na arena o acesso à escadaria do camarote do Rei, que com o decreto de D. Maria II passaram a ser eles a pegar o toiro, evoluindo o nome de Monteiros da Choca, para Moços de Forcado ou simplesmente Forcados.
A pega já se praticava sem galardões de espectáculo e a sua técnica seguramente já era conhecida, mas, como tudo, sofreu algumas alterações até aos dias de hoje.
Depois da reunião do primeiro elemento com o touro, cabe aos ajudas a tarefa de imobilizar o touro para que a pega se considere realizada.
O rabejador é o responsável por rematar a pega.

## A Pega

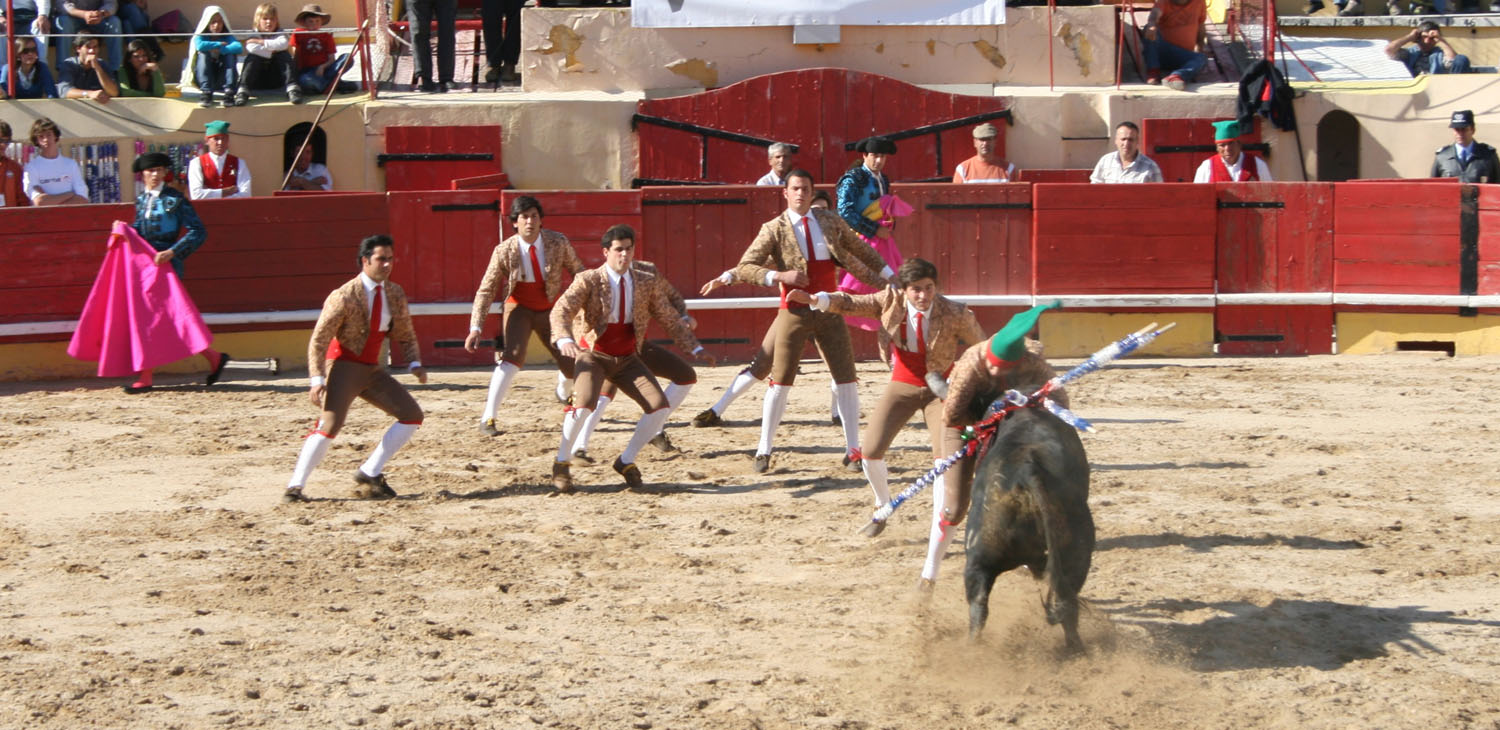
Pega de caras.

A pega do toiro baseia-se numa técnica precisa.
Existem vários tipos de pegas: as mais conhecidas e utilizadas nos nossos dias são a pega de caras e a pega de cernelha.
Na pega de caras, o primeiro elemento, o forcado da cara, tem como objectivo fechar-se na cara do toiro, após se ter agarrado aos cornos ou ao pescoço do touro e amortecido o choque da investida. Não se espera que esse forcado segure o toiro sozinho, apenas se lhe exige que aguente os derrotes com que o touro o tenta lançar fora, até que os restantes sete forcados o ajudem, também sob uma determinada técnica, secundem o seu esforço e imobilizem o touro. Nessa altura a pega é consumada e o touro é libertado.
Também a pega de cernelha obedece a uma técnica. É executada por dois forcados que esperam o encabestrar do touro para entrarem sem serem vistos e tentarem a sua sorte. A tentativa da pega é feita por um elemento agarrado de lado (cernelheiro) e outro ao rabo do touro (rabejador), com o mesmo objectivo, imobilizar o touro para que a pega se considere realizada.
A estética está sempre presente. O forcado vale pela sua serenidade e sangue frio, mas também pela sua qualidade artística. Não necessita de invulgar força ou robustez, antes terá de desenvolver qualidades psicológicas, pelo que se diz que a pega é uma escola de virtudes.
Quando um forcado caminha na arena em direcção ao toiro, sem outra protecção que a confiança na sua destreza, terá de vencer a luta consigo próprio. O medo está sempre presente e a contrapor tem acima de tudo o apoio dos seus companheiros, a dependência um dos outros fá-los ter entre si uma amizade única que os acompanha pela vida fora.

## A Formação
Todos os anos dezenas de jovens procuram experimentar a aventura de pegar um toiro, por intermédio dos amigos ou familiares surgem nos treinos cheios de vontade de mostrar a sua valentia, têm um sonho, ser forcado.
É nos treinos e nas ferras que se começa a conhecer o potencial do futuro forcado. A destreza, a garra e o jeito surgem em bruto prontos para serem moldados pega após pega, aconselhar e corrigir é o papel do cabo perante os novos elementos.
A maneira como se inter relacionam é também um factor muito importante, para o Grupo ter êxito em praça, o colectivo tem de ser forte e o novo elemento tem de conhecer a filosofia do forcado para, perante a adversidade conseguir reagir com confiança em si próprio e no Grupo.
Além dos treinos e das ferras, a formação dos novos forcados passa por grupos de futuros forcados amadores, onde o convívio, o lazer e a boa disposição são os factores importantes, mas sempre com o incentivo de os preparar para a nova actividade do Forcado Amador.

## Fundação/Antiguidade
O conceito de "antiguidade" é muito importante na tauromaquia, pois é essa antiguidade que é considerada na corrida à portuguesa quando actua mais do que um grupo de forcados, sendo que nas cortesias o grupo mais antigo forma à direita e é esse grupo que deve pegar o primeiro toiro.
A data da Fundação nem sempre corresponde à Antiguidade de um grupo de forcados.
A Fundação tem a ver com a primeira apresentação do Grupo em praça e a Antiguidade está relacionada com as actuações sequênciais ao longo dos anos e a passagem de testemunho de cabo para cabo.
Assim, quando um Grupo para por um ou mais anos, a sua Antiguidade perde-se.